# U-663
Unterseeboot 663 foi um submarino alemão do Tipo VIIC, pertencente a Kriegsmarine que atuou durante a Segunda Guerra Mundial.
O U-663 esteve em operação entre os anos de 1942 e 1943, realizando neste período três patrulhas de guerra, nas quais afundou 2 navios aliados, num total de 10 924 toneladas de arqueação.
Foi afundado na Baía de Biscay no dia 8 de maio de 1943  por cargas de profundidade lançadas bi dia anterior, causando a morte de todos os 49 tripulantes.

## Comandantes
| Comandante              | Data                                   |
| ----------------------- | -------------------------------------- |
| KrvKpt. Heinrich Schmid | 14 de maio de 1942 - 8 de maio de 1943 |

## Subordinação
Durante o seu tempo de serviço, esteve subordinado às seguintes flotilhas:
| Período                                      | Flotilha                   |
| -------------------------------------------- | -------------------------- |
| 14 de maio de 1942 - 30 de setembro de 1942  | 5. Unterseebootsflottille  |
| 1 de outubro de 1942 - 31 de outubro de 1942 | 11. Unterseebootsflottille |
| 1 de novembro de 1942 - 8 de maio de 1943    | 9. Unterseebootsflottille  |

## Operações conjuntas de ataque
O U-663 participou das seguinte operações de ataque combinado durante a sua carreira:
- Rudeltaktik Drachen (22 de novembro de 1942 - 3 de dezembro de 1942)
- Rudeltaktik Panzer (3 de dezembro de 1942 - 9 de dezembro de 1942)
- Rudeltaktik Büffel (9 de dezembro de 1942 - 14 de dezembro de 1942)
- Rudeltaktik Seeteufel (21 de março de 1943 - 30 de março de 1943)

## Coordenadas
1. ↑  em posição 46° 50' N 10° O